# Масала (жанр)
Масала — жанр индийского кино. В таких фильмах свободно сочетаются боевик, комедия, драма и мелодрама, а также музыкальные сцены, снимаемые в различных живописных местах. Жанр получил своё название в честь масалы — индийской смеси специй. Фильмы в жанре масала появились в 1970-х годах и наиболее распространены во всех крупных киноиндустриях Индии (Болливуд и южно-индийский кинематограф).

## История
По мнению ряда критиков и исследователей, фильм в жанре масала был впервые создан в начале 1970-х годов. Первым таким фильмом считают «Найти друг друга» (1973), снятый режиссёром Насиром Хуссейном вместе с дуэтом сценаристов Салим-Джавед. С другой стороны, критик С. Шанкар утверждал, что этот жанр существовал в тамильском кино ещё в 1950-х годах, приводя в качестве примеров фильмы Parasakthi (1952) и Enga Veettu Pillai (1965).
После «Найти друг друга» дуэт Салим-Джавед продолжил сочинять сценарии успешных масала-фильмов. Их примеру следовали и другие. Знаковой для жанра стала кинолента «Амар, Акбар, Энтони» (1977), снятая Манмоханом Десаи по сценарию Кадера Хана. Манмохан Десаи также успешно использовал жанр масала в 1970-х и 1980-х годах. К этому жанру также относят «Месть и закон» Рамеша Сиппи (1975). Однако его более точным жанровым обозначением является дакоит-вестерн, поскольку фильм сочетает в себе условности индийских фильмов про дакоитов с элементами спагетти-вестерна. В 1970-х и 1980-х годах масала-фильмы помогли стать суперзвёздами многим ведущим актёрам, например Дхармендре, Амитабху Баччану и Шридеви.
Согласно газете The Hindu, масала — самый популярный жанр индийского кино. По некоторым оценкам, на их долю приходится около 80% всей кинопродукции страны. Популярность жанра в Индии объясняют потребностью местных бедняков в отвлечении от жизненных тягот. Среди известных режиссёров масала-фильмов: в Болливуде — Дэвид Дхаван, Анис Базми, Фара Хан и Прабхудева; в Молливуде — Шаджи Кайлас и Джоши; в Толливуде — С. С. Раджамаули, Пури Джаганнадх, Тривикрам Шринивас, Бояпати Срину и Срину Вайтла; в Колливуде — Шанмугам Шанкар, Хари, Сирутай Шива, Пандирадж, АР Муругадос, К. В. Ананд, Н. Лингусами и К. С. Равикумар; в бенгальском кино — Раджа Чанда, Радж Чакраборти, Суджит Мондал и Рави Кинаги.
За пределами индийского кино фильм Дэнни Бойла «Миллионер из трущоб» был охарактеризован несколькими рецензентами как масала-фильм, поскольку объединял «знакомые сырые ингредиенты в лихорадочную масалу» и заканчивался тем, что «влюблённые находят друг друга». По словам Лавлин Тандан, сценарист «Миллионера из трущоб» Саймон Бофой «внимательно изучил фильмы в стиле Салима-Джаведа». Баз Лурманн также заявлял, что его успешный музыкальный фильм «Мулен Руж!» (2001) был вдохновлён мюзиклами Болливуда.
В начале XXI века масала-фильмы претерпели переосмысление и модернизацию. Грань между коммерческими масала-фильмами и реалистичным параллельным кинематографом постепенно стирается за счёт сочетания развлекательной и производственной ценности первых с правдоподобным повествованием и социальным посланием последних, позволяя заработать как коммерческий успех, так и признание критиков в Индии и за рубежом.